# Oromia (szövetségi állam)
Oromia egyike Etiópia 9 szövetségi tartományának, az oromo népesség lakóhelye. Hivatalos fővárosa Finfinne, ami Addisz-Abeba helyi, oromo nyelvű elnevezése. A 2000-2005 közötti időszakban a Oromia hivatalos főváros Adama volt, ám központi szerepe a székhely visszahelyezése után is megmaradt.

## Elhelyezkedése
Oromia Etiópia legnagyobb szövetségi állama, az ország területének közel egyharmadára terjed ki. Mérete és központi fekvése miatt szinte minden szövetségi állammal határos. A szomszédos Szomália szövetségi állammal támadt határvitákat a 2004. októberi népszavazás próbálta rendezni, ám ennek szabályosságát számos esetben megkérdőjelezték.

## Történet
A területre a 16. századtól vándoroltak be a kelet felől érkező oromo törzsek. 
Oromia szövetségi állam több korábbi tartomány (Arsi, Bale, Hararghe, Illubabor, Kaffa, Shewa, Sidamo, Welega) kisebb-nagyobb részeinek egyesítéséből jött létre az 1995-ös új alkotmánynak megfelelően.
A területen a mai napig gyakoriak a fegyveres összecsapások és zavargások. Az Oromo Felszabadítási Front többször megkísérelte függetleníteni az országot Etiópiától.

Az Oromo Felszabadítási Front zászlaja

## Népesség
Oromia Etiópia legnépesebb szövetségi állama. A 2007-es népszámlálási adatok szerint 27 158 471 lakosa van, ami az ország népességének 36,8%-a. Lakosságának 50,4%-a (13 676 159 fő) férfi és 49,6%-a (13 483 312 fő) nő.
1994-ben 18 732 525 fő élt Oromia mai területén, az évi növekedés azóta átlagosan 2,9%.
A városlakók száma 3 370 040 fő, ami kevéssel az országos átlag alatti (12,4%) városodottságnak felel meg. Átlag feletti viszont Oromia népsűrűsége: 76,9 fő/km².
A szövetségi állam legnagyobb népcsoportjai a névadó oromo (87,8%) és az amhara (7,2%). 
A népesség vallási eloszlása a többi szövetségi államhoz képest meglehetősen kiegyenlített, az iszlám és a kereszténység nagyjából azonos arányt képvisel. 47,5% követi az iszlámot, 30,5% pedig az Etióp Ortodox Egyház tagja. További 17,7% protestáns, 3,3% pedig a törzsi vallások híve.

## Közigazgatás
Oromia szövetségi állam 17 zónából és 3 különleges zónából áll, melyek további 278 kerületre (woreda) oszlanak (zárójelben a kerületek száma 2007-ben).
- Arsi (25)
- Bale (20)
- Borena (10)
- Debub Mirab (Délnyugat) Shewa (14)
- Guji (12)
- Horo Gudru Welega (10)
- Illu Aba Bora (24)
- Jimma (17)
- Kelem (11)
- Mirab (Nyugat) Arsi (12)
- Mirab (Nyugat) Hararghe (14)
- Mirab (Nyugat) Shewa (20)
- Mirab (Nyugat) Welega (17)
- Misraq (Kelet) Hararghe (18)
- Misraq (Kelet) Shewa (13)
- Misraq (Kelet) Welega (20)
- Semien (Észak) Shewa (18)
- Adama különleges zóna
- Jimma különleges zóna
- Burayu különleges zóna

## Fordítás
Ez a szócikk részben vagy egészben  az   Oromia Region című angol Wikipédia-szócikk ezen változatának fordításán alapul.  Az eredeti cikk szerkesztőit annak laptörténete sorolja fel. Ez a jelzés csupán a megfogalmazás eredetét és a szerzői jogokat jelzi, nem szolgál a cikkben szereplő információk forrásmegjelöléseként.